# Cláudio Caçapa
Cláudio Caçapa (uttalat Kassápa), född 29 maj 1976 i Lavras, är en brasiliansk före detta fotbollsspelare, mittback. Under sin karriär spelade han bland annat i Lyon och Newcastle United.

## Klubbar som senior
- 1996 - 2000 Atlético Mineiro (från Belo Horizonte, Brasilien)
- 2000 - 2007 Olympique Lyonnais
- 2007 - 2009 Newcastle United FC
- 2009 - 2010 Cruzeiro EC
- 2011 Évian Thonon Gaillard FC
- 2011 Avaí

## Fotnoter
1. ↑  transfermarkt.com, transfermarkt.com spelar-ID: 5340, läst: 9 oktober 2017.[källa från Wikidata]